# عمران (مجلة)
عمران هي مجلة تركية تأسست عام 1991.

## التاريخ والملف الشخصي
نُشرت مجلة عمران لأول مرة في نيسان 1991. يقع مقر المجلة في إسطنبول، بتركيا. ويتناول الفكر والثقافة والسياسة من وجهة نظر إسلامية.
كان معدل انتشار العمران ربع سنوي في السنة الأولى. من السنة الثانية وحتى عام 1997، صدرت المجلة كل شهرين. منذ عام 1998 أصبح ترددها شهريًا.

## روابط خارجية
- عمران